# کیبی‌بیت
کیبی‌بیت یک ضریبی از واحد بیت است که برای انبارش داده کامپیوتری استفاده می‌شود. پیشوند کیبی به معنی ۲۱۰ می‌باشد در نتیجه یک کیبی‌بیت، ۱۰۲۴ بیت خواهد بود. علامت کیبی‌بیت، Kibit است.
این واحد در سال ۱۹۹۸ توسط کمیسیون الکتروتکنیکی بین‌المللی (آی‌ئی‌سی) ثبت شد و از طرف تمامی سازمان‌های اصلی مورد قبول واقع گردید. کیبی‌بیت طراحی شده بود تا جایگزین کیلوبیت، به معنی ۱۰۰۰ ( ۱۰۳) بیت، شود.
۱ کیبی‌بیت = ۲۱۰ بیت = ۱۰۲۴ بیت 
پیشوند کیبی یک تک‌واژ چندوجهی می‌باشد که از واژگان کیلو (هزار) و باینری (دودویی) مشتق شده است.
پیشوندهای دودویی و به تبع آن کیبی‌بیت جزو دستگاه بین‌المللی یکاها (آی‌اس‌کیو) هستند  ولی در دستگاه بین‌المللی یکاها (اس‌آی) نیامده‌اند.